# Chiesa di San Giovanni (Oliena)
La chiesa di San Giovanni è una chiesa campestre ubicata in territorio di Oliena, nella Sardegna centro-orientale. 

## Storia
L'edificio, già citato in documenti del 1495, è situato lungo la strada che conduce alla valle di Lanaitto e si trova in prossimità dell'ormai diroccata chiesa di Santa Lucia.
Consacrata al culto cattolico, fa parte della parrocchia di Sant'Ignazio, diocesi di Nuoro.

## Descrizione
Sulla facciata, dalla forma particolare perché senza spioventi e senza campanile, si apre un rosone circolare e una piccola porta ad arco a tutto sesto. L'interno è costituito da una navata con tre campate separate da archi a tutto sesto coperte da volte a botte. La statua del santo è all'interno di una nicchia decorata da colonnine sovrastate da un timpano in muratura. La chiesa si trova all'interno di un novenario.